# Zhu Derun
Zhu Derun (chino simplificado: 朱德润; chino tradicional: 朱德潤; pinyin: Zhū Dérùn; Wade–Giles: Chu Te-jun) (1294–1365), nombre de estilo Zemin (泽民), pseudónimo Suiyang Shanren (睢阳山人), fue un pintor chino y poeta de la dinastía Yuan. Nació en Suiyang (nombre moderno: Shangqiu), en la provincia de Henan y luego vivió en Suzhou. Durante un tiempo trabajó como editor en la Academia Nacional de Historia y como director académico en la provincia Zhendong y como supervisor en la provincia de JiangZhe.
Destacó en caligrafía, siguiendo los estilos de Zhao Mengfu y Wang Xizhi, con pinceladas fuertes y audaces. También hizo pinturas de paisajes, siguiendo a Xu Daoning y Guo Xi. Sus pinturas suelen mostrar montañas lejanas, cimas escarpadas y árboles robustos. Usualmente representaba las montañas usando pinceladas finas y paralelas y los árboles con pinceladas «uñas de cangrejo». Entre las pinturas que aún se preservan de él destacan «Pabellón elegante en la llanura» (秀野轩图), «Tocando la lira bajo los árboles» (林下鸣琴图), «Navegando bajo los pinos» (松溪放艇图)
También fue un destacado poeta. Solía describir paisajes y objetos. En algunos se puede apreciar cierto contenido social, denunciando las injusticias. Uno de sus versos dice «La gente no nace criminal, el gobierno opresivo los convierte en eso». En ello se hacía eco de los valores neo-confucianos de la época. La doble inspiración taoísta y confuciana es típica de los artistas de la dinastía Yuan, ansiosos por reafirmar lo típicamente chino como resistencia al dominio mongol que reinaba.

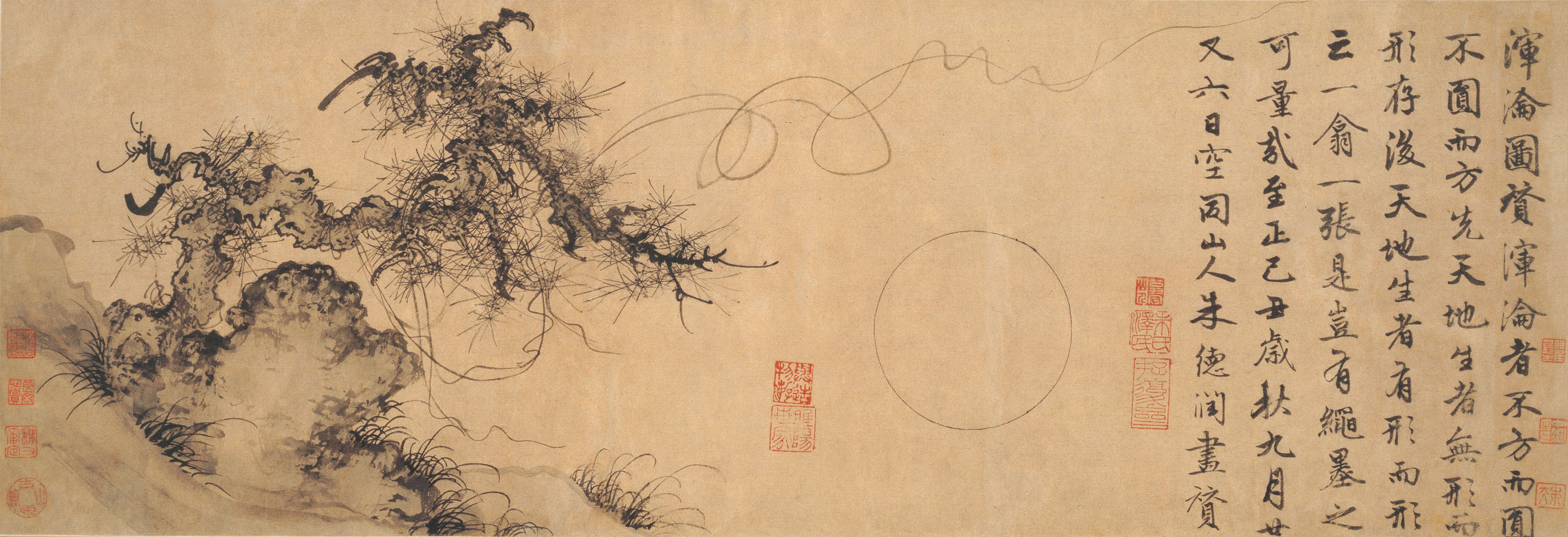
Caos primordial (浑 沦,), tinta sobre papel, altura: 29.7; ancho: 86.2, año: 1349, Ubicación Museo de Shanghái.